# Sao T Tauri

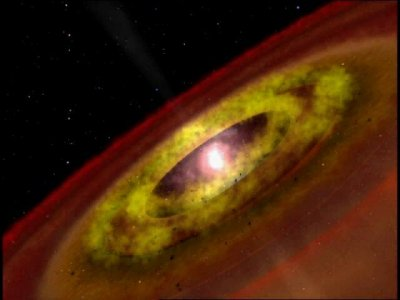
Minh họa về một sao T Tauri với một đĩa bồi tụ.

Sao T Tauri (tiếng Anh: T Tauri star, TTS) là một lớp sao biến quang có tuổi đời chưa đến mười triệu năm. Lớp này được đặt tên theo nguyên mẫu là T Tauri, một ngôi sao trẻ trong chòm sao Kim Ngưu. Các sao T Tauri được tìm thấy gần các đám mây phân tử và được xác định bởi tính biến quang và các vạch (line) sắc quyển mạnh của chúng. Các sao T Tauri là các sao trẻ đang trong giai đoạn tiền dãy chính và đang co lại thành dãy chính dọc theo Hayashi track, một mối quan hệ độ sáng–nhiệt độ được "tuân theo" bởi các ngôi sao trẻ trong giai đoạn tiền dãy chính có khối lượng nhỏ hơn 3 lần khối lượng Mặt Trời (M☉). Giai đoạn này kết thúc khi một ngôi sao có khối lượng 0,5 M☉ hoặc lớn hơn phát triển một vùng bức xạ, hoặc khi một ngôi sao nhỏ hơn bắt đầu phản ứng tổng hợp hạt nhân trên dãy chính.

## Lịch sử
Nguyên mẫu của các sao T Tauri, T Tauri, được phát hiện vào năm 1852. Sau đó, vào năm 1945, lớp sao T Tauri được Alfred Harrison Joy đề xuất.

## Đặc điểm
Nhiệt độ bề mặt của các sao T Tauri tương tự như nhiệt độ bề mặt của các sao dãy chính có cùng khối lượng, nhưng các sao T Tauri sáng hơn đáng kể vì bán kính của chúng lớn hơn. Nhiệt độ trung tâm của các sao T Tauri quá thấp để xảy ra phản ứng hydro. Thay vào đó, năng lượng của các sao T Tauri được cung cấp bởi thế năng hấp dẫn được giải phóng khi các ngôi sao co lại (và dần trở thành sao dãy chính sau khoảng 100 triệu năm). Chu kỳ tự quay của các sao T Tauri thường là từ 1 đến 12 ngày, so với một tháng đối với Mặt Trời.
Quang phổ của các sao T Tauri cho thấy so với Mặt Trời và các sao dãy chính khác, lithi trong các sao T Tauri có mức độ phong phú cao hơn vì lithi bị phá hủy ở nhiệt độ trên 2.500.000 K (2.499.726,9 °C).
Phản ứng chuỗi proton–proton để đốt cháy lithi như sau:
| p     | + | 6 3Li | → | 7 4Be   |              |                 |
| 7 4Be | + | e⁻    | → | 7 3Li   | + ν e        |                 |
| p     | + | 7 3Li | → | 8 4Be   |              | (không ổn định) |
|       |   | 8 4Be | → | 2 4 2He | + năng lượng |                 |
Điều này sẽ không xảy ra ở những ngôi sao có khối lượng nhỏ hơn sáu mươi lần khối lượng Sao Mộc (MJ). Tốc độ cạn kiệt lithi có thể được sử dụng để tính tuổi của sao.